# Cub trunchiat

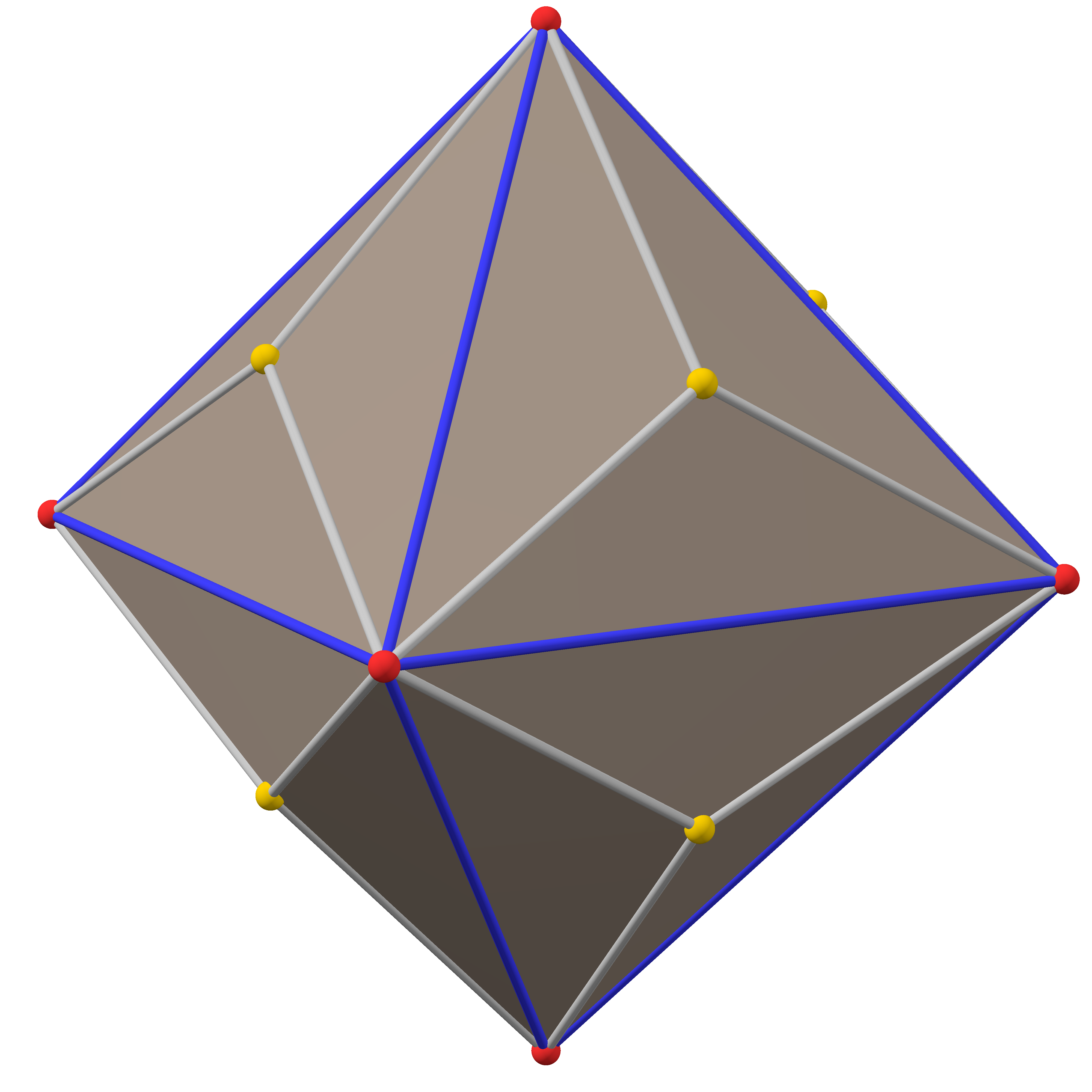
Dual:Octaedru triakis

În geometrie cubul trunchiat este un poliedru arhimedic. Are 6 fețe octogonale regulate, 8 fețe triunghiulare echilaterale, 24 de vârfuri și 36 de laturi. Poate fi construit prin trunchierea tuturor celor 8 vârfuri ale unui cub la o treime din lungimea laturii inițiale.
Dacă cubul trunchiat are lungimea muchiei 1, dualul său, octaedrul triakis are laturi de două feluri, cu lungimile 2 și 2 + √2.
Are indicele de poliedru uniform U09, indicele Coxeter C21 și indicele Wenninger W8.

## Arie și volum
Aria A și volumul V ale unui cub trunchiat cu lungimea muchiei a sunt:
{\displaystyle {\begin{aligned}A&=2\left(6+6{\sqrt {2}}+{\sqrt {3}}\right)a^{2}&&\approx 32,434\,6644\,a^{2}\\V&={\frac {21+14{\sqrt {2}}}{3}}a^{3}&&\approx 13,599\,6633\,a^{3}.\end{aligned}}}

## Proiecții ortogonale
Cubul trunchiat are cinci proiecții ortogonale, centrate pe un vârf, cu două tipuri de laturi și două tipuri de fețe: triunghiuri și octogoane. Ultimele două corespund cu planele Coxeter B2 și A2.
| Centrată pe         | Vârf | Latura 3-8 | Latura 8-8 | Fața octogon | Fața triunghi |
| ------------------- | ---- | ---------- | ---------- | ------------ | ------------- |
| Corp                |      |            |            |              |               |
| Cadru de sârmă      |      |            |            |              |               |
| Dual                |      |            |            |              |               |
| Simetrie proiectivă | [2]  | [2]        | [2]        | [4]          | [6]           |

## Pavare sferică
Cubul trunchiat poate fi reprezentat și ca o pavare sferică și proiectat pe plan printr-o proiecție stereografică. Această proiecție este conformă, păstrând unghiurile, dar nu ariile sau lungimile. Liniile drepte pe sferă sunt proiectate în plan ca arce de cerc.
|                      | centrată pe octogon     | centrată pe triunghi    |
| Proiecție ortogonală | Proiecții stereografice | Proiecții stereografice |

## Coordonate carteziene

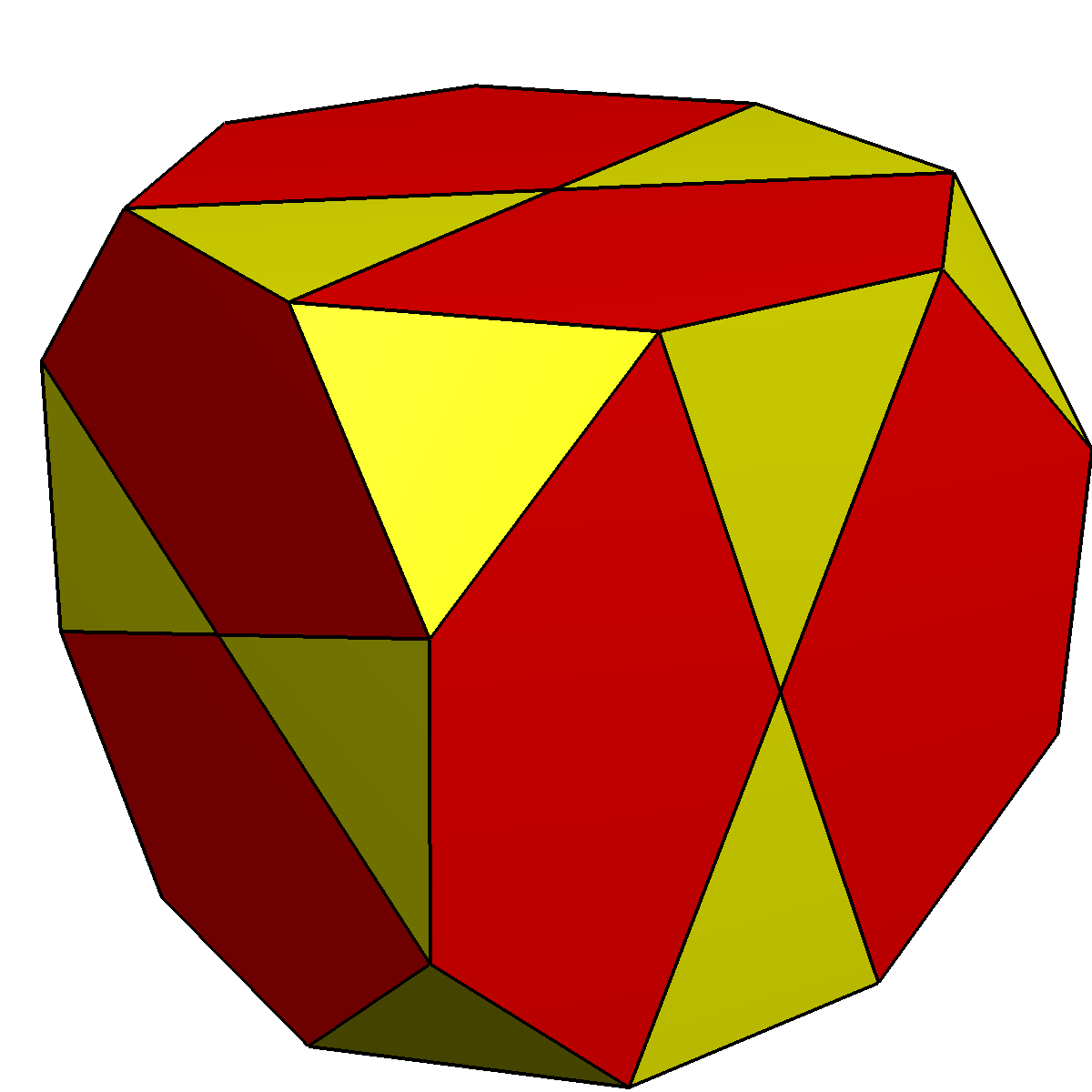
Un cub trunchiat cu fețele sale octogonale piritoedrice divizat prin vârfuri din centrul fețelor în triunghiuri și pentagoane, creând topologic un icosidodecaedru

Coordonatele carteziene ale vârfurilor unui cub trunchiat centrat în origine cu lungimea laturii 2ξ sunt toate permutările lui
(±ξ, ±1, ±1),
unde ξ = √2 − 1.
În afară de valoarea de mai sus, parametrul ξ poate lua valori între ±1. Valoarea 1 produce un cub, 0 produce un cuboctaedru, iar valorile negative produc fețe octagramice care se autointersectează.
Dacă porțiunile autointersectate ale octagramelor sunt îndepărtate, lăsând pătratele și trunchiind triunghiurile în hexagoane, se produc octaedre trunchiate, iar secvența se termină cu pătratele centrale reduse la un punct și creând un octaedru.

## Divizare
| Imagine indisponibilă                   |  | Imagine indisponibilă |
| Cub trunchiat divizat, vedere expandată |  | Cub trunchiat excavat |

Cubul trunchiat poate fi divizat într-un cub central, cu șase cupole pătrate în jurul fiecărei fețe a cubului și 8 tetraedre regulate în colțuri. Această divizare poate fi observată și în interiorul fagurelui cubic runcic, cu celule cubice, tetraedrice și rombicuboctaedrice.
Această divizare poate fi folosită pentru a crea un toroid Stewart cu toate fețele regulate prin îndepărtarea a două cupole pătrate și a cubului central. Acest cub excavat are 16 triunghiuri, 12 pătrate și 4 octogoane.

## Dispunerea vârfurilor
Are aceeași dispunere a vârfurilor cu trei poliedre uniforme neconvexe:
| Cub trunchiat | Marele rombicuboctaedru neconvex | Marele cubicuboctaedru | Marele rombicuboctaedru |

## Poliedre înrudite
Cubul trunchiat este legat de alte poliedre și pavări prin simetrie.
Cubul trunchiat face parte dintr-o familie de poliedre uniforme înrudite cu cubul și octaedrul regulat.
| Poliedre octaedrice uniforme | Poliedre octaedrice uniforme | Poliedre octaedrice uniforme | Poliedre octaedrice uniforme | Poliedre octaedrice uniforme | Poliedre octaedrice uniforme | Poliedre octaedrice uniforme | Poliedre octaedrice uniforme | Poliedre octaedrice uniforme | Poliedre octaedrice uniforme | Poliedre octaedrice uniforme |
| Simetrie: [4,3], (*432)      | Simetrie: [4,3], (*432)      | Simetrie: [4,3], (*432)      | Simetrie: [4,3], (*432)      | Simetrie: [4,3], (*432)      | Simetrie: [4,3], (*432)      | Simetrie: [4,3], (*432)      | [4,3]+ (432)                 | [1+,4,3] = [3,3] (*332)      | [1+,4,3] = [3,3] (*332)      | [3+,4] (3*2)                 |
| ---------------------------- | ---------------------------- | ---------------------------- | ---------------------------- | ---------------------------- | ---------------------------- | ---------------------------- | ---------------------------- | ---------------------------- | ---------------------------- | ---------------------------- |
| {4,3}                        | t{4,3}                       | r{4,3} r{31,1}               | t{3,4} t{31,1}               | {3,4} {31,1}                 | rr{4,3} s2{3,4}              | tr{4,3}                      | sr{4,3}                      | h{4,3} {3,3}                 | h2{4,3} t{3,3}               | s{3,4} s{31,1}               |
|                              |                              |                              |                              |                              |                              |                              |                              |                              |                              |                              |
|                              |                              | · =                          | · =                          | · =                          |                              |                              |                              | = · sau                      | = · sau                      | = ·                          |
|                              |                              |                              |                              |                              |                              |                              |                              |                              |                              |                              |
| Dualele celor de mai sus     |                              |                              |                              |                              |                              |                              |                              |                              |                              |                              |
| V43                          | V3.82                        | V(3.4)2                      | V4.62                        | V34                          | V3.43                        | V4.6.8                       | V34.4                        | V33                          | V3.62                        | V35                          |
|                              |                              |                              |                              |                              |                              |                              |                              |                              |                              |                              |
|                              |                              |                              |                              |                              |                              |                              |                              |                              |                              |                              |
|                              |                              |                              |                              |                              |                              |                              |                              |                              |                              |                              |

### Variante de simetrii
Acest poliedru este înrudit topologic ca parte a secvenței de poliedre trunchiate uniforme cu configurațiile vârfului (3.2n.2n) și [n,3] cu simetriile din grupul Coxeter și o serie de pavări n.8.8.
| Variante ale pavărilor trunchiate cu simetrie *n32: t{n,3} | Variante ale pavărilor trunchiate cu simetrie *n32: t{n,3} | Variante ale pavărilor trunchiate cu simetrie *n32: t{n,3} | Variante ale pavărilor trunchiate cu simetrie *n32: t{n,3} | Variante ale pavărilor trunchiate cu simetrie *n32: t{n,3} | Variante ale pavărilor trunchiate cu simetrie *n32: t{n,3} | Variante ale pavărilor trunchiate cu simetrie *n32: t{n,3} | Variante ale pavărilor trunchiate cu simetrie *n32: t{n,3} | Variante ale pavărilor trunchiate cu simetrie *n32: t{n,3} | Variante ale pavărilor trunchiate cu simetrie *n32: t{n,3} | Variante ale pavărilor trunchiate cu simetrie *n32: t{n,3} | Variante ale pavărilor trunchiate cu simetrie *n32: t{n,3} |
| Smetrie *n32 [n,3]                                         | Sferice                                                    | Sferice                                                    | Sferice                                                    | Sferice                                                    | Euclid.                                                    | Hiperb. compacte                                           | Hiperb. compacte                                           | Paracomp.                                                  | Hiperbolice necompacte                                     | Hiperbolice necompacte                                     | Hiperbolice necompacte                                     |
| Smetrie *n32 [n,3]                                         | *232 [2,3]                                                 | *332 [3,3]                                                 | *432 [4,3]                                                 | *532 [5,3]                                                 | *632 [6,3]                                                 | *732 [7,3]                                                 | *832 [8,3]...                                              | *∞32 [∞,3]                                                 | [12i,3]                                                    | [9i,3]                                                     | [6i,3]                                                     |
| ---------------------------------------------------------- | ---------------------------------------------------------- | ---------------------------------------------------------- | ---------------------------------------------------------- | ---------------------------------------------------------- | ---------------------------------------------------------- | ---------------------------------------------------------- | ---------------------------------------------------------- | ---------------------------------------------------------- | ---------------------------------------------------------- | ---------------------------------------------------------- | ---------------------------------------------------------- |
| Figuri trunchiate                                          |                                                            |                                                            |                                                            |                                                            |                                                            |                                                            |                                                            |                                                            |                                                            |                                                            |                                                            |
| Schläfli                                                   | t{2,3}                                                     | t{3,3}                                                     | t{4,3}                                                     | t{5,3}                                                     | t{6,3}                                                     | t{7,3}                                                     | t{8,3}                                                     | t{∞,3}                                                     | t{12i,3}                                                   | t{9i,3}                                                    | t{6i,3}                                                    |
| Figuri triakis                                             |                                                            |                                                            |                                                            |                                                            |                                                            |                                                            |                                                            |                                                            |                                                            |                                                            |                                                            |
| Config.                                                    | V3.4.4                                                     | V3.6.6                                                     | V3.8.8                                                     | V3.10.10                                                   | V3.12.12                                                   | V3.14.14                                                   | V3.16.16                                                   | V3.∞.∞                                                     |                                                            |                                                            |                                                            |

| Figuri trunchiate |        |        |        |        |        |        |        |        |
| Config.           | 2.8.8  | 3.8.8  | 4.8.8  | 5.8.8  | 6.8.8  | 7.8.8  | 8.8.8  | ∞.8.8  |
| Figuri n-kis      |        |        |        |        |        |        |        |        |
| Config.           | V2.8.8 | V3.8.8 | V4.8.8 | V5.8.8 | V6.8.8 | V7.8.8 | V8.8.8 | V∞.8.8 |

### Trunchieri alternate
Trunchierea alternată a vârfurilor cubului dă tetraedrul șanfrenat⁠(d), adică trunchierea laturilor tetraedrului.
Trapezoedrul triunghiular trunchiat este un alt poliedru care poate fi format prin trunchierea laturii cubului.

## Politopuri înrudite
Cubul trunchiat este cel de-al doilea în secvența hipercuburilor trunchiate:
| Imagine          |                  |               |                     |                 |                 |                 |                 | ... |
| Nume             | Pătrat trunchiat | Cub trunchiat | Tesseract trunchiat | 5-cub trunchiat | 6-cub trunchiat | 7-cub trunchiat | 8-cub trunchiat | ... |
| Diagramă Coxeter |                  |               |                     |                 |                 |                 |                 | ... |
| Figura vârfului  | ( )v( )          | ( )v{ }       | ( )v{3}             | ( )v{3,3}       | ( )v{3,3,3}     | ( )v{3,3,3,3}   | ( )v{3,3,3,3,3} |     |